# Dromo (arquitetura)
Dromo (em grego clássico: Δρόμος; romaniz.: Drómos), em arquitetura, é uma alameda ou corredor ladeado de árvores, que conduz à entrada de um templo ou de um túmulo. Além disso, podia designar, na Grécia Antiga, terrenos destinados a corridas e a vários exercícios olímpicos, à semelhança dos estádios.